# Tourcoing - Centre
Tourcoing - Centre is een metrostation aan lijn 2 van de metro van Rijsel, gelegen in het centrum van de Franse stad Tourcoing. Het metrostation werd op 18 augustus 1999 geopend en bevindt zich naast het eindstation van lijn T van de Tram van Rijsel. Tegenover het metrostation bevindt zich de neogotische Église Saint-Christophe. 

## Omgeving
- De Église Saint-Christophe
- Het Stadhuis van Tourcoing
- Belfort en de voormalige Kamer van Koophandel van Tourcoing